# Worapeerachayakorn Kongphopsarutawadee
Worapeerachayakorn Kongphopsarutawadee (Thai: วรพีรชยากร ก้องภพศรุตาวดี; 20 februari 1999), spelersnaam Worapeerachayakorn, is een Thais beachvolleyballer. Ze werd in 2021 Aziatisch kampioen en won in 2022 goud bij de Zuidoost-Aziatische Spelen.

## Carrière
Worapeerachayakorn debuteerde in 2016 met Patcharamainaruebhorn Charanrutwadee in de AVC Beach Tour en twee jaar later maakte ze aan de zijde van Galchananan Jirutchayabhornwadee haar debuut in de FIVB World Tour. Het duo nam deel aan acht toernooien in de mondiale competitie en kwam daarbij tot twee vijfde plaatsen (Daegu en Ulsan). Eind 2018 speelde Worapeerachayakorn nog twee FIVB-wedstrijden met Tanarattha Udomchavee. Vervolgens vormde ze voor twee seizoen een team met Charanrutwadee. Het eerste seizoen werden ze tweede bij de Aziatische kampioenschappen onder 21 in Roi Et en eindigden ze als vijfde bij de wereldkampioenschappen onder 21 in Udon Thani. In de World Tour deden ze mee aan zeven toernooien waarbij ze onder meer een vijfde (Daegu) en negende plaats (Satun) behaalden. In het seizoen 2019/20 dat door de coronapandemie voortijdig gestaakt werd, nam het duo deel aan twee FIVB-toernooien. Bij de AK in Udon Thani in 2020 eindigden ze als negende. In 2021 werd Worapeerachayakorn met Taravadee Naraphornrapat in Phuket Aziatisch kampioen door het Japanse koppel Miki Ishii en Sayaka Mizoe in de finale te verslaan. Het jaar daarop behaalden ze de vijfde plaats bij het Challenge-toernooi van Songkhla en wonnen ze samen met Varapatsorn Radarong en Udomchavee de gouden medaille bij de Zuidoost-Aziatische Spelen in Hanoi ten koste van Indonesië.

## Palmares
- 2019:  AK U21
- 2021:  AK
- 2022:  Zuidoost-Aziatische Spelen